# 메시에 마라톤
메시에 마라톤(Messier marathon)이란 하루 밤 동안 가능한 많은 메시에 천체(Messier objects)들을 찾아내는 아마추어 천문가들의 행사 또는 경기이다. 메시에 천체 목록은 프랑스 천문학자 샤를 메시에가 18세기 후반에 수집한, 상대적으로 밝은 110개의 심원천체 또는 딥스카이 천체(은하, 성운, 성단)로 이루어져 있다.

## 메시에 마라톤이 가능한 때와 장소
관측자의 위도, 밤/낮의 길이, 그리고 계절(태양과 메시에 천체의 상대적 위치)에 따라 어느 특정한 날에 볼 수 있는 메시에 천체의 개수가 달라지기 때문에, 관측장소와 날짜 선정이 중요하다. 메시에 천체가 원래 북반구의 관측자에 의해 수집 되었기 때문에, 남반구에서는 메시에 천체를 전부 다 볼 수는 없다. 특히, 남반구에서는 적위 +60도 이상에 위치한 M81, M82, M52, M103 때문에 메시에 마라톤을 하기가 상당히 어렵다. 비록 메시에 마라톤은 북반구 어느 곳에서나 가능하지만, 위도가 낮은 지역, 특히 북위 25도 근방의 지역이 가장 적절하다. 낮은 위도의 북반구에서는 (특히 북위 25도 근방에서는) 3월 중순부터 4월초 사이의 몇 주 동안은 하루 밤에 모든 메시에 천체를 관측하는 것도 가능하다. 이 기간 중에 달이 뜨지 않거나, 초승달이 뜨는 때가 메시에 마라톤의 최적기이다.

## 마라톤 과정
모든 110개의 천체를 보기 위해 메시에 마라톤 참가자는 보통 일몰 직후부터 관측을 시작하고, 다음날 동이 틀 때까지 계속 관측하게 된다. 해질녁에 서쪽 하늘에 있는 막 지고 있는 낮은 고도의 천체부터 먼저 관측을 끝내고, 서서히 하늘을 따라서 동쪽 방향으로 이동한다. 따라서 마라톤이 성공적이라면, 참가자는 해가 뜰 무렵에는 너무 밝아지기 전에 동쪽 지평선 근방에서 막 떠오르고 있는 낮은 고도의 천체를 관측하고 있을 것이다. 특히 메시에 천체가 몰려 있는 지역(즉, 처녀자리 은하단과 은하수의 중심방향)이 떠오는 저녁 무렵에는 많은 천체들을 적은 시간내에 찾아 내야 하므로 체력과 끈기가 필요하다.

## 마라톤 개최
마라톤은 대체로 지역 천문 단체나 천문 동아리에서 개최한다. 몇몇 동아리나 단체는 참가 자체나 몇 개의 천체를 찾아냈는지를 적은 인증서를 발행해주기도 한다.

## 같이 보기
- 메시에 목록